# فالرنا
{{Infobox Italian comune|name=فالرنا|official_name=فالرنا|image_skyline=Falerna-lungomare.jpg|imagesize=|image_alt=|image_caption=|image_shield=Falerna-Stemma.png|shield_alt=|image_map=|map_alt=|map_caption=موقعیت فالرنا در نقشه|pushpin_label_position=|pushpin_map_alt=|latd=39|latm=00|lats=08|latNS=N|longd=16|longm=10|longs=20|longEW=E
فالرنا (به ایتالیایی: Falerna) یک کومونه در ایتالیا است که در استان کاتانزارو واقع شده‌است.

## خصوصیات
فالرنا ۲۳٫۸۵ کیلومترمربع مساحت و ۴٬۰۷۱ نفر جمعیت دارد و ۵۵۰ متر بالاتر از سطح دریا واقع شده‌است.